# FDP-Bundesparteitag 1983
Koordinaten: 49° 0′ 9,7″ N, 8° 24′ 4,5″ O

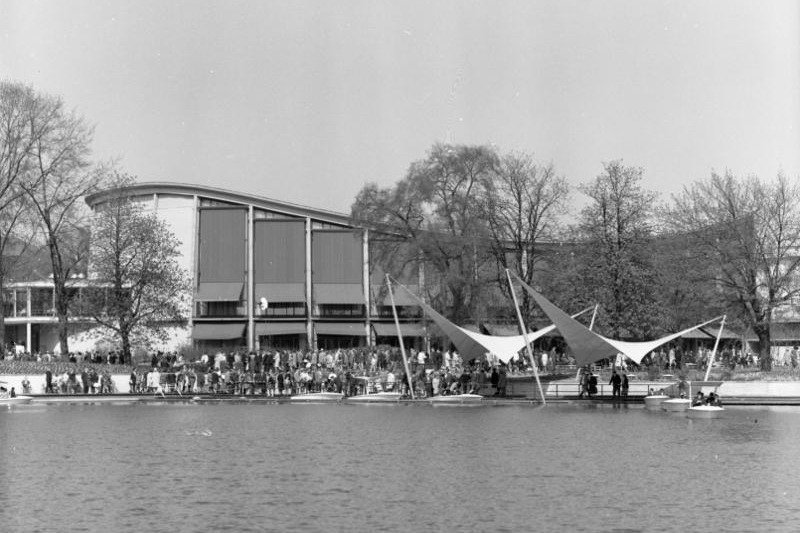
Schwarzwaldhalle

Den Bundesparteitag der FDP 1983 hielt die FDP vom 18. bis 20. November 1983 in der Schwarzwaldhalle in Karlsruhe ab. Es handelte sich um den 34. ordentlichen Bundesparteitag der FDP in der Bundesrepublik Deutschland.

## Beschlüsse
Der Parteitag fasste Beschlüsse zum Abkommen von Lomé III, zu Lieferbindungen für Entwicklungsländer, zum Wehrsold, zur Freilassung von Andrei Sacharow, zur EG-Stahlpolitik, zum Datenschutz und fälschungssicheren Personalausweis, zum Demonstrationsstrafrecht, zum Ausländer- und Asylrecht, zur Überwindung der Ausländerfeindlichkeit und zukünftigen Gestaltung des Ausländerrechts, zur Verwendung von Flüssiggas in öffentlichen Fuhrparks. Er verabschiedete ein Papier zum Thema „Rettet den Wald - jetzt!“.
Ein inhaltlicher Schwerpunkt lag in der Außen- und Sicherheitspolitik. Dazu lag ein Antrag des Bundesvorstandes mit der Überschrift: „Friedens- und Sicherheitspolitik für die 80er Jahre“ vor, der mit Änderungen angenommen wurde.
Der Beschluss bestand aus sieben Thesen:
1. Sicherheitspolitik stellt für Liberale aktive Friedenspolitik dar.
2. Sicherheitspolitik folgt nach liberalem Verständnis dem Wunsch des Menschen nach Schutz ihrer persönlichen Freiheit und Selbstbestimmung.
3. Sicherheitspolitik umfasst immer auch eine entschlossene Verteidigungspolitik, mit der die Gewaltanwendung ausdrücklich auf die staatliche Notwehr begrenzt wird.
4. Bekenntnis zu einer europäischen Friedensordnung mit der Selbstbestimmung der Völker
5. Richtschnur der liberalen Außenpolitik sind die bestehenden Verträge u. a. mit der UdSSR, dem Grundlagenvertrag mit der DDR und der Schlussakte von Helsinki.
6. Bekenntnis zur Mitgliedschaft im atlantischen Bündnis
7. Europäische Interessen müssen besser durchgesetzt werden und der wachsenden weltpolitischen Bedeutung der EG entsprechen.

Darüber hinaus wurden 14 Forderungen formuliert, u. a.
- ein weltweites und überprüfbares Verbot aller Atomwaffentests,
- einen schrittweisen beiderseitiger Abzug aller nuklearen Kurzstreckensysteme und
- die Bekräftigung der Wehrpflicht.

## Sonstiges
In das Tagungspräsidium wurden gewählt: Hans Albrecht, Hermann Kleinstück, Ursel Redepenning, Walter Hirche und Rudolf Wickel.